# Styl zerowy
Styl zerowy – poetyka normatywna filmu, polegająca na poprowadzeniu narracji w sposób niezwracający uwagi widza na formę, skupiający ją na treści. Celem użycia stylu zerowego jest dostarczenie widzowi poszukiwanych przez niego wrażeń poprzez opowiedzenie pewnej historii. Historia ta powinna być jednocześnie interesująca dla jak największej liczby potencjalnych odbiorców.
Styl zerowy nazywany jest rodzajem filmowej mowy potocznej. Jest stylem przekazu najbardziej zbliżonym do sposobu patrzenia na świat człowieka. Wywodzi się on z tradycji amerykańskiego kina klasycznego funkcjonującego od lat 30. (według niektórych badaczy od 1917) do lat 60. XX wieku. Styl zerowy zmieniał się wraz z rozwojem kina, jednak jego ogólne założenia pozostawały zawsze takie same.

## Cechy stylu zerowego
Mirosław Przylipiak wyróżnia następujące cechy kina stylu zerowego:
| Jednoznaczność i zrozumiałość | Realizm i obiektywizm                                                                                            | Przezroczystość formy | Oddziaływanie na emocje                                                                                 |
| --- | --- | --- | --- |
| - odpowiedni dobór zdarzeń, - odpowiedni punkt widzenia, - psychologiczna motywacja montażu, - orientacja przestrzenna, - preferencja porządku chronologicznego, - postacie mają główne cechy charakteru, - rola stereotypów | - realizm fotografii, - realizm struktury, - prawdopodobieństwo, - wyraźny rozdział obiektywnego i subiektywnego | - kamera wydaje się nieobecna, - płynność i ciągłość, - aktorzy nie patrzą prosto w obiektyw, - brak odwołań do innych dzieł | - rozciągnięcie w czasie, - podobieństwo do snu, - intensywność, - mechanizmy identyfikacji i projekcji |

## Przykłady
Przykładami filmów stylu zerowego są filmy okresu amerykańskiego kina klasycznego, takie jak Sokół Maltański, Casablanca albo Przeminęło z wiatrem. Do bardziej współczesnych przykładów należą opery mydlane takie jak Dynastia lub Moda na sukces oraz większość współczesnych wysokobudżetowych filmów komercyjnych, tzw. blockbusterów.